# Pyramica thaxteri
Pyramica thaxteri är en myrart som först beskrevs av Wheeler 1916.  Pyramica thaxteri ingår i släktet Pyramica och familjen myror. Inga underarter finns listade i Catalogue of Life.